# Bolitoglossa vallecula
Bolitoglossa vallecula é uma espécie de anfíbio caudado pertencente à família Plethodontidae, sub-família Plethodontinae.